# Paria (Moniuszko)
Paria és una obra dramaticomusical en un acte composta el 1859 per Stanisław Moniuszko sobre un llibret en polonès de Jan Chęciński. Es va estrenar l'11 de desembre de 1869 al Gran Teatre de Varsòvia.